# مايك والاس (سياسي)
مايك والاس هو سياسي كندي، ولد في 3 سبتمبر 1963 في بروكفيل في كندا. حزبياً، نشط في حزب المحافظين الكندي. وقد انتخب عضو مجلس العموم الكندي عن دائرة بورلينغتون ‏ (23 يناير 2006 – 19 أكتوبر 2015).